# Boulevard (St. Germain)
Boulevard è un album pubblicato nel 1995.
Tutte le tracce sono state scritte, prodotte e mixate da Ludovic Navarre al Magic House Studio.

## Tracce
1. Deep In It - 07:18
2. Thank U Mum (4 Everything You Did) - 12:35
3. Street Scene (4 Shazz) - 15:45
4. Easy To Remember - 09:46
5. Sentimental Mood - 10:20
6. What's New? - 07:50
7. Dub Experience II - 03:47
8. Forget It - 08:05

## Formazione
- Alexandre Destrez – piano
- Pascal Ohse – tromba
- Édouard Labord – sassofono
- Malik – flauto
- Miguel "Punta" Rios – percussioni